# Lijst van oorlogsmonumenten in Lochem
De Nederlandse gemeente Lochem heeft 13 oorlogsmonumenten. Hieronder een overzicht.
| Nr.                             | Object                                 | Herdachte groep                                                                                              | Ontwerper                     | Onthulling      | Type               | Locatie                                               | Plaats          | Coördinaten                   | Foto                                   |
| ------------------------------- | -------------------------------------- | --- | ----------------------------- | --------------- | ------------------ | ----------------------------------------------------- | --------------- | ----------------------------- | -------------------------------------- |
| 428                             | Oorlogsmonument                        | militairen in dienst van het Ned. Kon. 1940-1945, burgerslachtoffers, vervolgden Nederland, verzet Nederland |                               |                 | plaquette          | Markt 3, 7241 AA                                      | Lochem          | 52° 9' 42" NB, 52° 9' 42" OL  | Oorlogsmonument                        |
| 504                             | Oorlogsmonument                        | burgerslachtoffers, geallieerde militairen                                                                   |                               |                 | gedenkmuur         | Kapelweg 1B                                           | Almen           | 52° 10' 24" NB, 6° 17' 9" OL  | Meer afbeeldingen                      |
| 539                             | Grafmonument                           | burgerslachtoffers                                                                                           | Ir. Ph. Wichers               |                 | zuil               | Zutphenseweg 2A, 7213 GG                              | Gorssel         | 52° 11' 31" NB, 6° 12' 8" OL  | Meer afbeeldingen                      |
| 1063                            | Fusilladeplaats                        | burgerslachtoffers, verzet Nederland                                                                         |                               |                 | gedenksteen        | Joppelaan 45C, 7213 AC                                | Gorssel         | 52° 12' 13" NB, 6° 12' 38" OL | Meer afbeeldingen                      |
| 1470                            | Monument aan de Veerweg                | geallieerde militairen                                                                                       |                               |                 | gedenksteen        | Veerweg 17, 7213 AE                                   | Gorssel         | 52° 12' 26" NB, 6° 11' 33" OL | Meer afbeeldingen                      |
| 1572                            | Somerset                               | algemeen, geallieerde militairen                                                                             | W.T. Geerdink                 | 1 april 1988    | gedenksteen        | Hoge Enk 1-2, 7241 RA                                 | Lochem          | 52° 9' 11" NB, 6° 25' 33" OL  | Somerset                               |
| 1890                            | Oorlogsmonument                        | algemeen, burgerslachtoffers                                                                                 | Pieter Starreveld (1911-1989) |                 | overig             | Borculoseweg 2                                        | Barchem         | 52° 7' 30" NB, 6° 26' 39" OL  | Oorlogsmonument                        |
| 2600                            | Indië-monument                         | militairen in dienst van het Ned. Kon. na 1945                                                               |                               |                 | gedenksteen        | Zutphenseweg 2a, 7213 GG                              | Gorssel         | 52° 11' 29" NB, 6° 12' 17" OL | Meer afbeeldingen                      |
| 2676                            | Verzetsgraf                            | verzet Nederland                                                                                             |                               | 13 oktober 1945 | begraafplaats/graf | Schepersweg, 7217 TH                                  | Harfsen         | 52° 11' 58" NB, 6° 16' 51" OL | Meer afbeeldingen                      |
| 3007                            | Indië-monument                         | militairen in dienst van het Ned. Kon. na 1945                                                               |                               | 25 april 2003   | gedenksteen        | Dorpsstraat 2, 7245 AK                                | Laren           | 52° 11' 33" NB, 6° 21' 59" OL | Indië-monument                         |
| 3220                            | Plaquettes op de gevel van de synagoge | vervolgden Nederland                                                                                         |                               | 1983            | plaquette          | Westerwal 6-7, 7241 BC                                | Lochem          | 52° 9' 40" NB, 6° 24' 46" OL  | Plaquettes op de gevel van de synagoge |
| 3537                            | Oorlogsmonument                        | burgerslachtoffers                                                                                           | Pieter Starreveld             |                 | zuil               | Dorpsstraat 2, 7245 AK                                | Laren           | 52° 11' 33" NB, 6° 21' 58" OL | Oorlogsmonument                        |
| Dit oorlogsmonument op Wikidata | Erehof Barchem                         | geallieerde militairen                                                                                       |                               |                 | grafmonument       | Algemene begraafplaats Barchem Beukenlaan 22, 7244 BB | Barchem         | 52° 7' 29" NB, 6° 26' 29" OL  | Erehof Barchem                         |
|                                 | Monument V1-raket                      | alle slachtoffers                                                                                            | Anneke Hogenhout              |                 | overig             | bij de kruising Reeverweg/Braakhekkeweg-Jufferdijk    | Harfsen         | 52° 12' 2" NB, 6° 17' 30" OL  |                                        |
|                                 | Monument William R.S. Hurrell          | geallieerde militairen                                                                                       |                               |                 | gedenksteen        | Lindenboomweg 10/12                                   | Eefde           |                               | Meer afbeeldingen                      |
|                                 | Stolpersteine                          | vervolgden Nederland                                                                                         | Gunter Demnig                 |                 | reliëf             |                                                       | Gorssel, Lochem |                               |                                        |

Aalten ·
Apeldoorn ·
Arnhem ·
Barneveld ·
Berg en Dal ·
Berkelland ·
Beuningen ·
Bronckhorst ·
Brummen ·
Buren ·
Culemborg ·
Doesburg ·
Doetinchem ·
Druten ·
Duiven ·
Ede ·
Elburg ·
Epe ·
Ermelo ·
Harderwijk ·
Hattem ·
Heerde ·
Heumen ·
Lingewaard ·
Lochem ·
Maasdriel ·
Montferland ·
Neder-Betuwe ·
Nijkerk ·
Nijmegen ·
Nunspeet ·
Oldebroek ·
Oost Gelre ·
Oude IJsselstreek ·
Overbetuwe ·
Putten ·
Renkum ·
Rheden ·
Rozendaal ·
Scherpenzeel ·
Tiel ·
Voorst ·
Wageningen ·
West Betuwe ·
West Maas en Waal ·
Westervoort ·
Wijchen ·
Winterswijk ·
Zaltbommel ·
Zevenaar ·
Zutphen